# Villamuriel de Cerrato
Villamuriel de Cerrato település Spanyolországban, Palencia tartományban. Villamuriel de Cerrato Palencia, Magaz de Pisuerga, Venta de Baños és Dueñas községekkel határos. Lakosainak száma 6508 fő (2024).

## Népesség
A település népessége az elmúlt években az alábbi módon változott:
| Lakosok száma | 4886 | 5304 | 5862 | 6177 | 6354 | 6450 | 6483 | 6469 | 6485 | 6508 |
|               | 2001 | 2004 | 2007 | 2009 | 2012 | 2014 | 2017 | 2019 | 2022 | 2024 |